# تاوارس (فلوریدا)
تاوارس (به انگلیسی: Tavares) شهری در شهرستان لیک ایالت فلوریدا است که در سال ۱۸۸۵ بنیان‌گذاری شده‌است. این شهر طبق سرشماری سال ۲۰۱۰ میلادی، ۱۲٬۹۱۹ نفر جمعیت داشته و مساحت آن نیز ۱۹٫۳ کیلومتر مربع است.

## نگارخانه

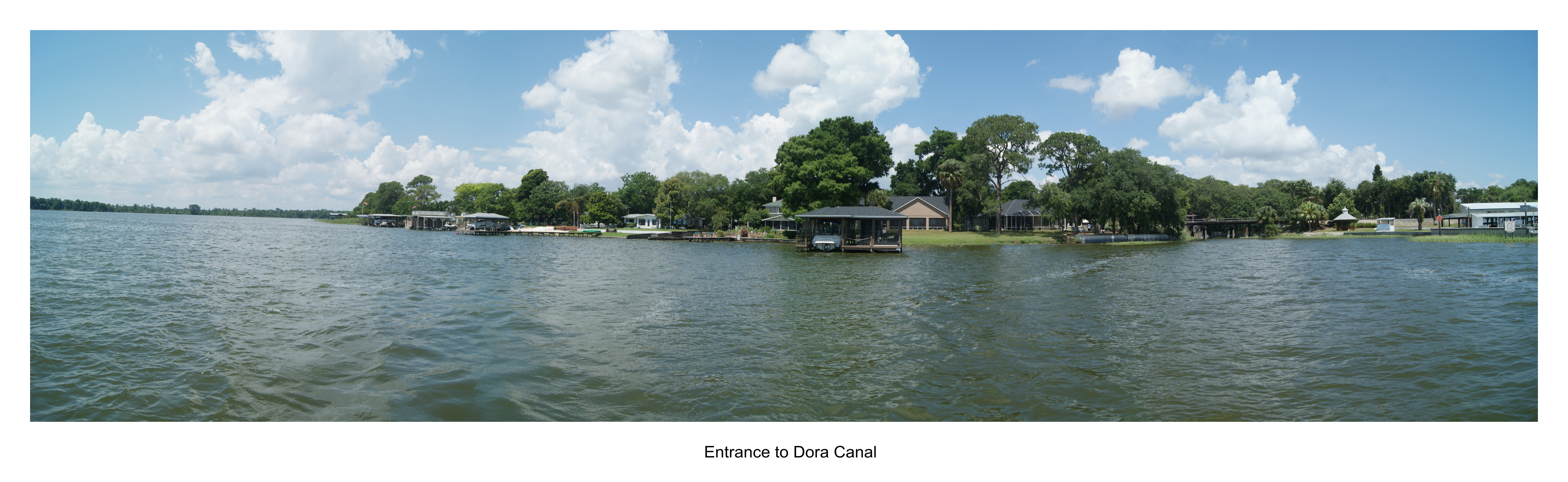
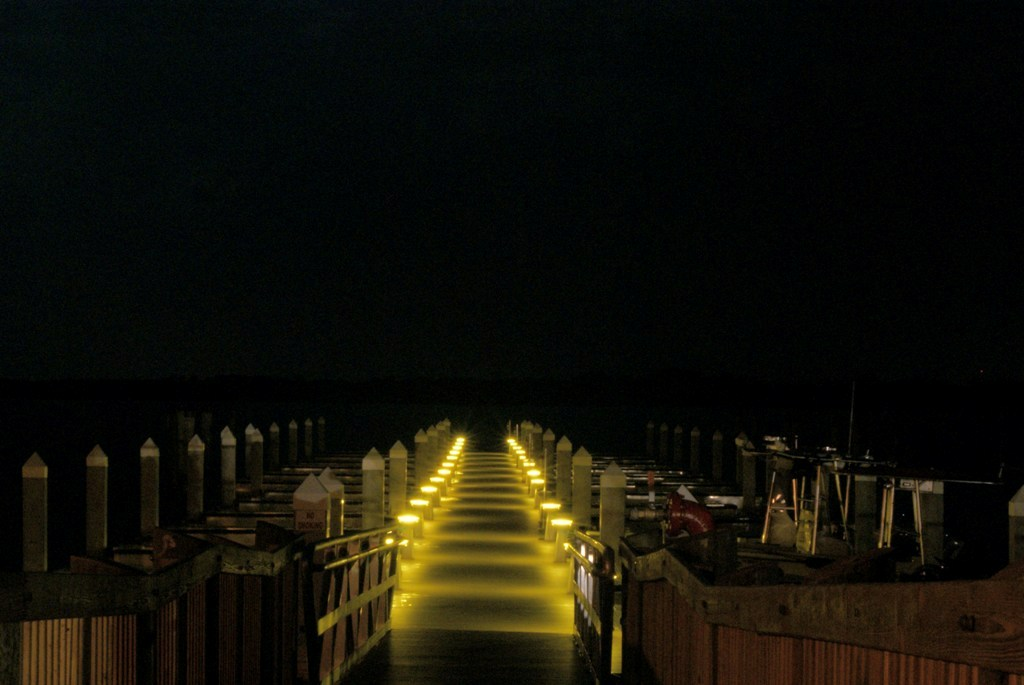
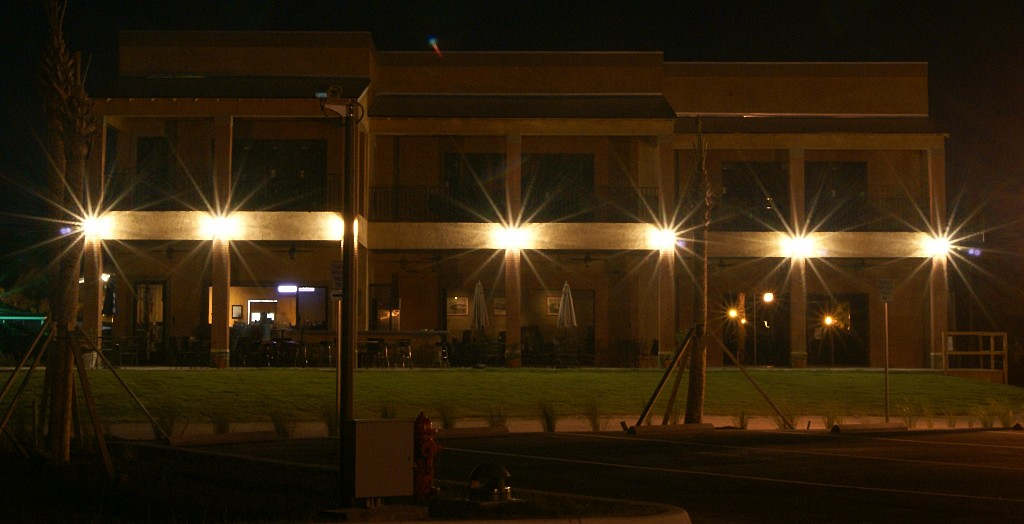
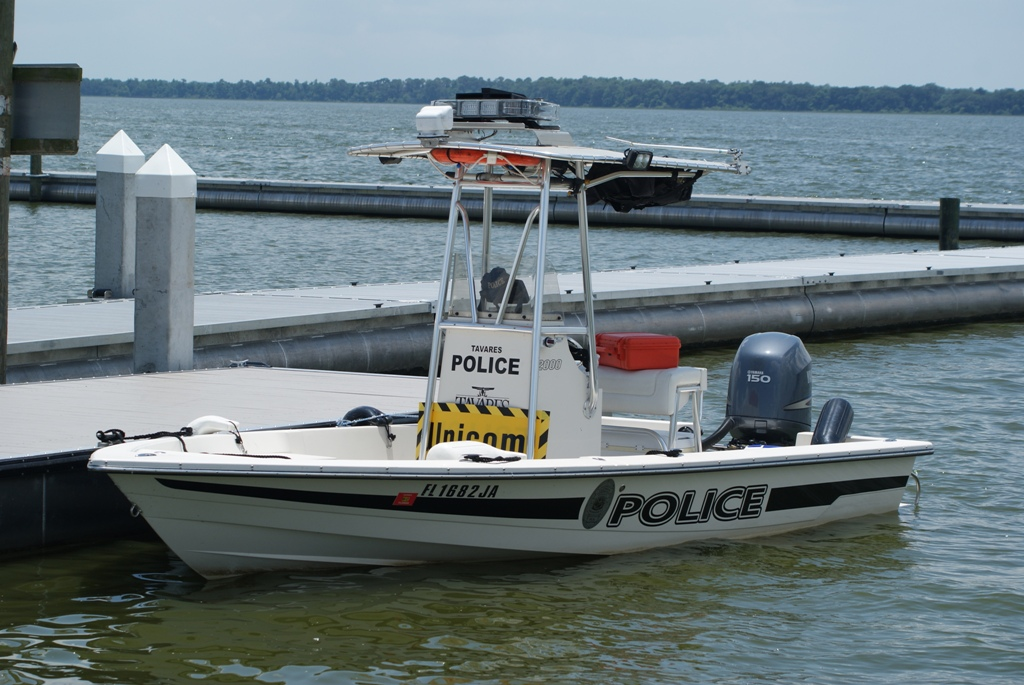